# Peter Birtwhistle
| 229255 Andrewelliott | 4 gennaio 2005 |

Peter Birtwhistle (1958) è un astronomo amatoriale britannico.
Dopo aver esaminato lastre fotografiche negli osservatori di Mill Hill e di Woolston, nel 2002 avvia un osservatorio privato, chiamandolo Great Shefford, per sfruttare le possibilità offerte dalla tecnologia CCD.
Il Minor Planet Center gli accredita le scoperte di ottantacinque asteroidi, effettuate tra il 2003 e il 2010.
Gli è stato dedicato l'asteroide 65100 Birtwhistle.